# Wikitruth
Wikitruth — вебсайт, присвячений критиці Вікіпедії. Був заснований 20 березня 2006 року. На сайті стверджувалося, що в самій структурі Вікіпедії від початку існують фундаментальні проблеми. Також особливо виділялися висловлювання і дії Джиммі Вейлза та інших чільних членів Фонду Вікімедіа і досліджувалося те, що учасники називали вандалізмом, цензурою статей у Вікіпедії, а також багато інших аспектів культури проекту.

## Учасники проекту
У проекті Wikitruth заявлялося, що ним займається група редакторів Вікіпедії, зокрема декілька адміністраторів, які витратили сотні годин, редагуючи сторінки Вікіпедії. З іншого боку, глава Вікіпедії Джиммі Вейлз назвав вміст сайту «обманом», а його творців — «майже напевно тролями, заблокованими у Вікіпедії». Редактори Wikitruth відповідали на це, що деякі з адміністраторів Вікіпедії беруть участь і в Wikitruth, посилаючись на те, що деякі статті не могли бути написані будь-ким, хто не має адміністративних повноважень.
На 2009 рік у проєкті налічувалося 19 зареєстрованих учасників.

## Публікації
Перша згадка Wikitruth у пресі стосується статті Ендрю Орловського в англійській газеті The Guardian. Крім усього іншого в статті зазначається, що Вікіпедія — це «один з прикладів звалища неточної інформації».

### Слешдот-ефект[ru]
Проєкт вперше здобув популярність після замітки Slashdot від 16 квітня 2006 року під назвою «Цензуровані статті Вікіпедії з'являються на протестному сайті» (англ. Censored Wikipedia Articles Appear On Protest Site) з посиланням на статтю в The Guardian. При цьому згадувалися видалення або суттєва зміна Джиммі Вейлзом та іншими статей про колишнього порноактора Джастіна Беррі, режисера порнофільмів Пола Баррезі та інших. Після цієї замітки, коли посилання на Wikitruth з'явилося на головній сторінці Slashdot, сервери Wikitruth були завалені запитами. Згодом Wikitruth також згадувався на Metafilter, Digg.com та інших новинних вебсайтах.

### Стаття вThe Register[en]
Наступного дня Орловський опублікував іншу статтю під назвою «Вейлз і Сенгер у Вікіпедії», на цей раз в The Register. У цій статті цитувалися деякі аргументи критиків Вікіпедії від такого собі Skip, який, за словами Орловського, є адміністратором Вікіпедії і учасником Wikitruth. Серед аргументів називалися недолік CAPTCHA-захисту під час реєстрації або редагування сторінок і перевага залишати в проекті деякі види статей, такі як Pokémon.

## Припинення активності
Станом на грудень 2009 року проект припинив розвиватися. За 2008 рік у ньому з'явилося 10 нових статей, 2009 року нових статей не було. У лютому 2009 року один з бюрократів проекту розмістив заяву про те, що Wikitruth досяг своєї мети і припиняє відстежувати події у Вікіпедії. Пізніше весь вміст сайту було видалено.